# Carl Hermann (Künstler)
Carl Hermann (* 28. Oktober 1918 in Wolfgruben Wies in der südlichen Steiermark; † 11. November 1986 in Gmünd Grillenstein, Niederösterreich) war ein österreichischer Bildhauer, Kulturschaffender und Autor, Begründer des Nord-Süd-Weitwanderweges 05 und hauptverantwortlich für die Gründung des Naturparks Blockheide-Eibenstein.

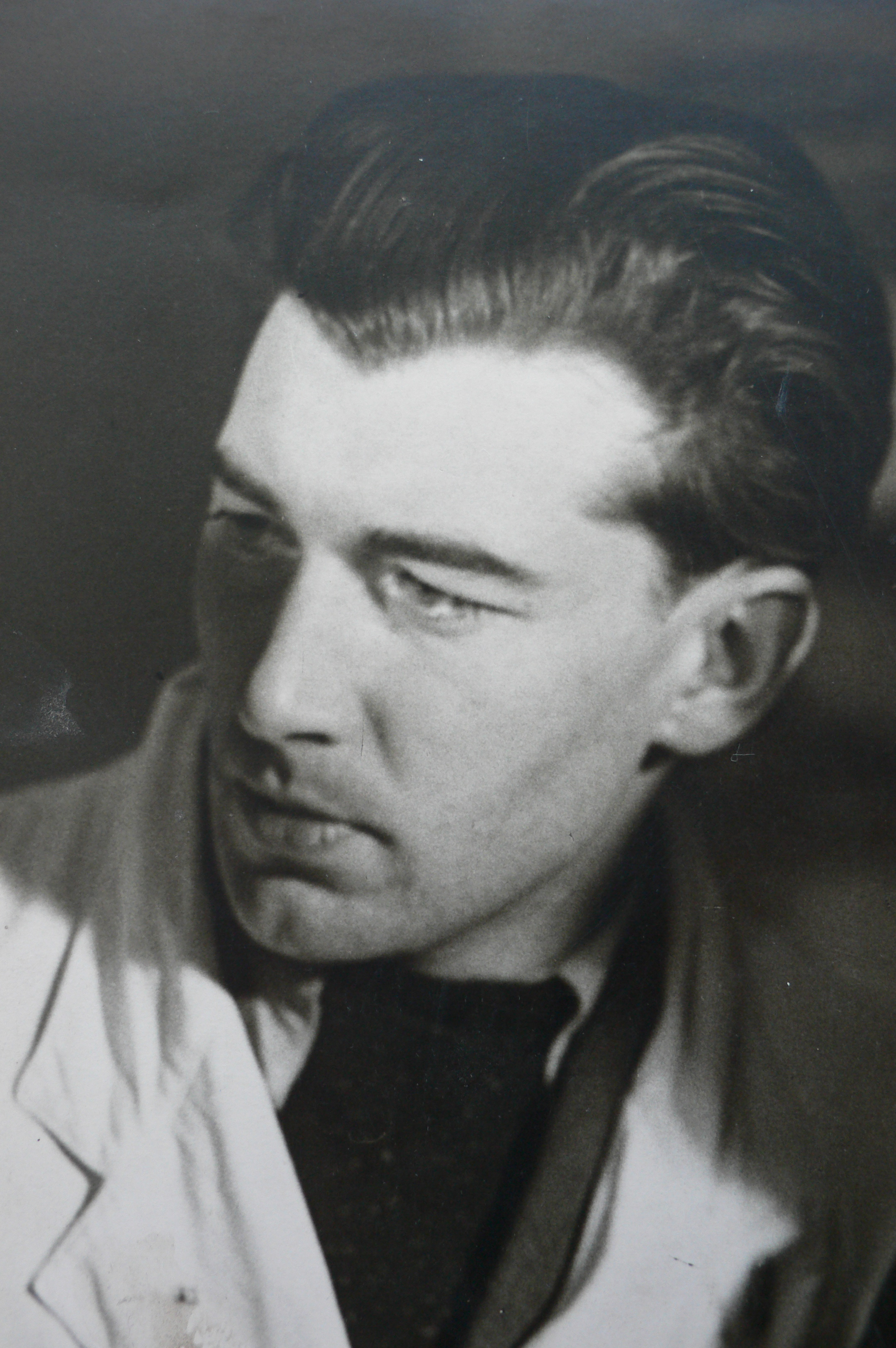
Carl Hermann

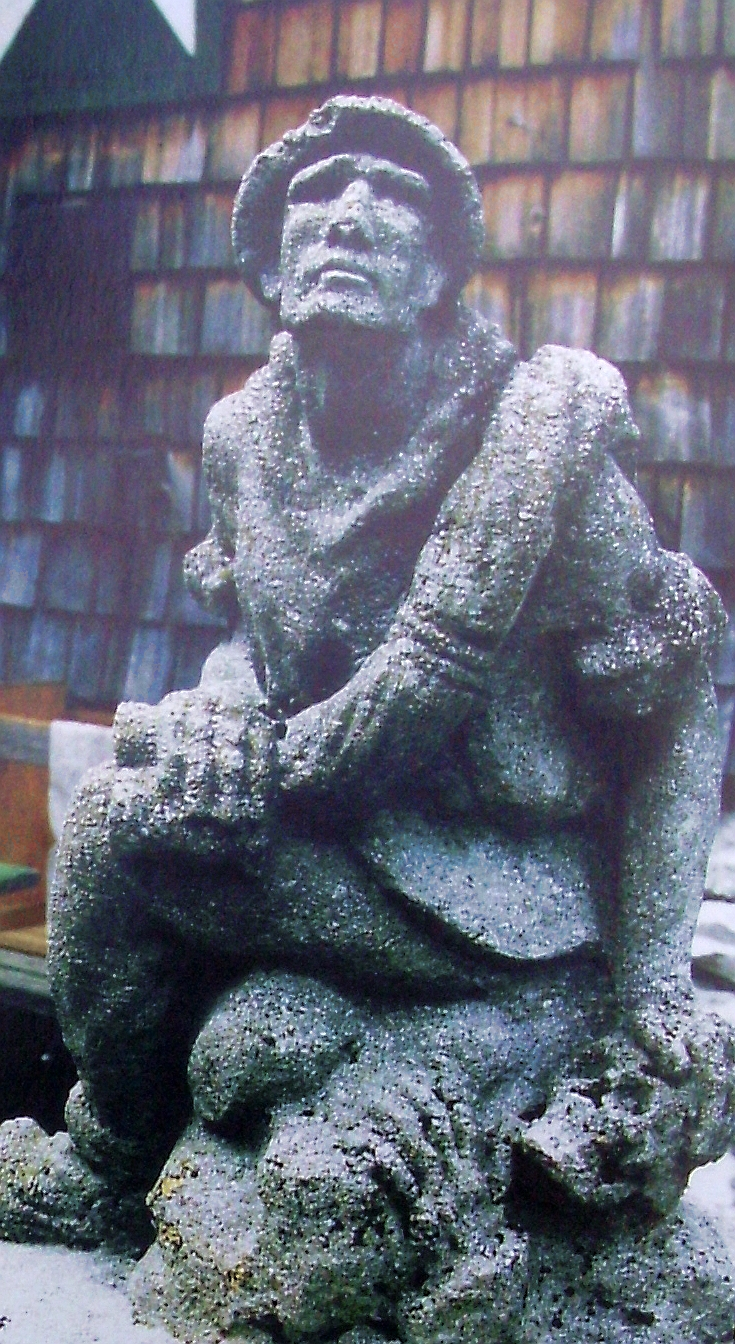
Bergretter Gesäuse von Carl Hermann

## Leben
Nachdem sich herausstellte, dass Carl Hermann für Pastelltöne farbenblind war, begann er eine Lehre als Zimmermann, brach diese aber ab. Dennoch lernte er Handwerk und Material gründlich kennen.
Er verfolgte seinen ursprünglichen Wunsch, kunstschaffend tätig sein zu wollen und trat im Herbst 1940 in die Bildhauerklasse Wilhelm Gösser in Graz ein. Dort traf er auf den Maler Switbert Lobisser. Später führte ihn ein Austausch zu Josef Thorak nach München. Carl Hermann geriet wegen seiner Tätigkeit in einer Widerstandsgruppe in Haft und wurde zum Tod verurteilt. Schließlich gelang ihm in den letzten Tagen des Zweiten Weltkriegs die Flucht in die Freiheit.
Seit 1945 lebte er in Gmünd und war dort als freischaffender Bildhauer tätig. In den darauf folgenden Jahren konzentrierte sich Hermann auf bildhauerische Arbeiten, die vielfach im öffentlichen Raum ihren Platz fanden, unter anderen die zwölf Meter große Kunststeinplastik des „Sämanns“ und das Granitrelief „Die sieben Schwaben“ in Waidhofen an der Thaya. Ferner die Figur „Der Betrachter“ in Gmünd, die „Madonna mit Kind“ in Groissenbrunn und der „Heilige Paulus“ auf der Weinebene.
Später kamen Hinterglas- und Glasfensterarbeiten sowie Steinmosaike hinzu.
Hermann setzte sich mit dem Wechselspiel zwischen Natur und Kultur in Symbiose mit dem Menschen auseinander. Als Begründer des ältesten österreichischen Weitwanderweges, dem Nord-Süd-Weitwanderweg 05, war er einer der Väter der Weitwanderbewegung. Als heimatverbundener Naturschützer war er daneben hauptverantwortlich für die Gründung des Naturparks Blockheide; mit der Granitplastik „Heidemännlein“ schuf er die Marke dazu.
Seine künstlerische Arbeit ist ausdrucksstark. Die Auseinandersetzung mit der figuralen Reduktion des Motives rückt Carl Hermann in den Vordergrund. Konstruktive Sachlichkeit und geometrische Formen sind zueinander raumhaft in Verbindung gestellt.
Am 11. November 1986 verstarb er im Alter von 68 Jahren in Gmünd, Niederösterreich. Sein künstlerischer Nachlass sowie das Carl Hermann-Haus gelangten in Privatbesitz. Die Sektion Weitwanderer des Österreichischen Alpenvereins hatte nach ihm eine unbewirtschaftete Berghütte auf der Fensteralpe (über welche der Nord-Süd-Weitwanderweg verläuft) in Carl-Hermann-Notunterkunft umbenannt und entsprechend eingerichtet. Sie wurde 2015 abgetragen, nachdem der Grundeigentümer die Kooperation mit dem Alpenverein beendet hatte. In Gmünd wurde die Carl-Hermann-Gasse ⊙ nach ihm benannt.
Die letzte Ruhestätte des Künstlers befindet sich in der von ihm gestalteten Pauluskapelle auf der Weinebene.

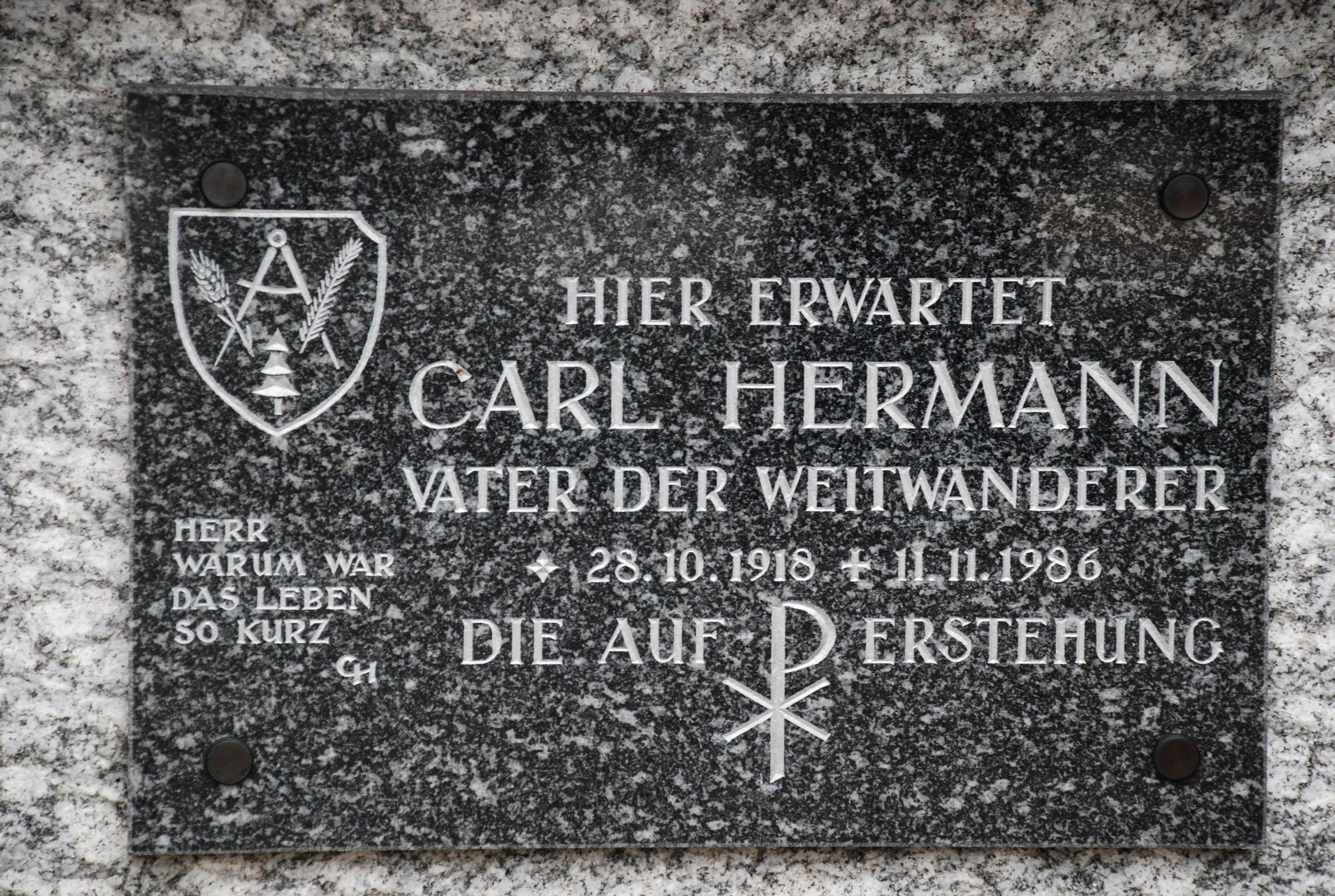
Grabtafel in der Pauluskapelle auf der Weinebene.

## Werke
- Der Weg ist das Ziel – Nord-Süd-Weitwanderweg. Leopold Stocker Verlag, Graz 1977. ISBN 3-7020-0272-3.
- Mariazeller Wege 06. Styria Verlag, Graz 1982. ISBN 3-222-11344-0. (Zusammen mit Franz Gasparics.)
- Nord-Süd-Weitwanderweg 05. Styria Verlag, Graz 1998. ISBN 3-222-12571-6. (5., überarbeitet Neuauflage, zusammen mit Fritz Käfer und Eduard Dattler).